# Pensionskasse Rundfunk
Die Pensionskasse Rundfunk VVaG ist eine deutsche Einrichtung der betrieblichen Altersversorgung in der Rechtsform eines Versicherungsvereins auf Gegenseitigkeit. Als regulierte Pensionskasse bietet sie freien Mitarbeiterinnen und Mitarbeitern, sogenannten „Freien“ und „festen Freien“ sowie „befristet Angestellten“ der zwölf öffentlich-rechtlichen Rundfunkanstalten eine Alters- und Hinterbliebenenversorgung. Außerdem zählen zahlreiche Werbefunk- und Werbefernsehgesellschaften sowie rund 500 freie Film- und Fernseh-Produktionsunternehmen zu den sogenannten Anstaltsmitgliedern, deren freie Mitarbeiterinnen und Mitarbeiter sich ebenfalls in der Pensionskasse versichern können. Die Versicherungsbeiträge speisen sich je zur Hälfte aus den Zahlungen der „(festen) Freien“ und ihrer Auftraggeber.

## Geschichte
Anlass für die Gründung der Pensionskasse war Ende der 1960er Jahre die Zunahme der Zahl freier Mitarbeiterinnen und Mitarbeiter in den Rundfunkanstalten und deren ungenügende Altersversorgung. Mit ihrer Zustimmung zur Erhöhung der Rundfunkgebühren zum 1. Januar 1970 verpflichteten die Ministerpräsidenten der Bundesländer die Rundfunkanstalten, mit den Mehreinnahmen einen Beitrag zur sozialen Absicherung ihrer freien Mitarbeiterinnen und Mitarbeiter zu leisten.
Ende 1971 gründeten die Rundfunkanstalten und die Gewerkschaft Rundfunk-Fernseh-Film-Union, heute die Fachgruppe Medien in ver.di, die Pensionskasse für freie Mitarbeiter der deutschen Rundfunkanstalten. Diese wurde 2009 in Pensionskasse Rundfunk umbenannt. Der Sitz der Pensionskasse befindet sich auf dem Gelände des Hessischen Rundfunks in Frankfurt am Main.

## Hintergrund
Es handelt sich um eine „regulierte Pensionskasse“ im Sinne des Versicherungsaufsichtsgesetzes (VAG), die von der Bundesanstalt für Finanzdienstleistungsaufsicht (BaFin) beaufsichtigt wird. Die Rechtsform des Versicherungsvereins auf Gegenseitigkeit stellt sicher, dass die Pensionskasse Rundfunk keine Anteilseigner besitzt, die Gewinne oder Dividendenausschüttungen erhalten. Die Pensionskasse arbeitet ausschließlich im Interesse ihrer Mitglieder.

## Unternehmensstruktur
Oberstes Organ der Pensionskasse Rundfunk ist die Mitgliedervertretung. Sie setzt sich paritätisch aus Vertretern der Anstaltsmitglieder und den gewählten Vertretern der Versicherten (ordentliche Mitglieder) zusammen. Die Wahl findet alle fünf Jahre statt. Weitere Organe sind der Aufsichtsrat und der Vorstand.

## Beiträge
Die Altersversorgung bei der Pensionskasse Rundfunk finanziert sich aus den Beiträgen der Arbeitgeber (Anstaltsmitglieder) und der freien Mitarbeiterinnen und Mitarbeiter (ordentliche Mitglieder). Als Beitrag werden vom Mitglied in der Regel 4 % der bei den Anstaltsmitgliedern erzielten Einnahmen erhoben. Der jeweilige Auftraggeber zahlt dann noch einmal 4 % dazu. Bei den Rundfunkanstalten differieren die Beiträge. Gezahlt werden dort je nach sozialversicherungsrechtlichem Status 4 % oder 7 % des Bruttohonorars zusätzlich zum vereinbarten Honorar.
Provisionen für Vertragsabschlüsse oder Bestandspflege fallen nicht an. Mitglied der Pensionskasse können freie und befristet angestellte Mitarbeiterinnen und Mitarbeiter werden, wenn sie mindestens 18 Jahre alt sind und von Zeit zu Zeit für den öffentlich-rechtlichen Rundfunk arbeiten. Die Mitgliedschaft ist freiwillig und unabhängig vom Beruf – es kommt auf die Art des Beschäftigungsverhältnisses an.
Die Kasse hatte Ende 2022 rund 21.600 Anwartschaften und rund 3.834 Rentenempfänger und Rentenempfängerinnen. Ende 2022 belief sich die Deckungsrückstellung auf 1,54 Milliarden Euro, die Bilanzsumme auf 1,68 Milliarden Euro (Bilanzsumme Ende 2021: 1,62 Milliarden Euro.